# Yerra

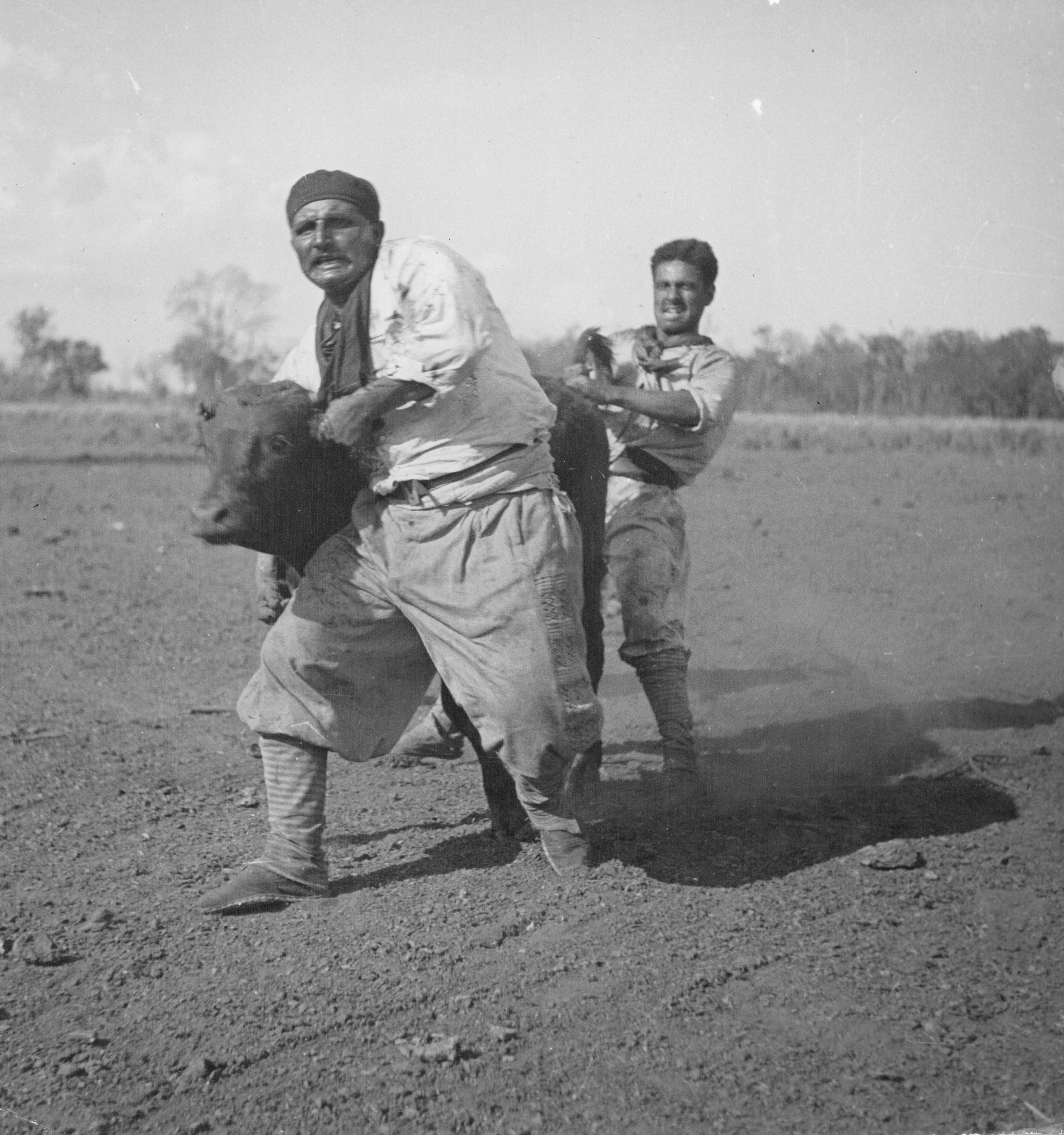
Yerra en un campo argentino en el año 1937.

La yerra, que en algunos lugares se llama hierra y en otros conserva su antiguo nombre fierra, es un acontecimiento durante el que se realizan varias tareas propias del campo. La principal (y de la que proviene su nombre), es la marcación del ganado orejano (sin marca de dueño), que se hace con un hierro al rojo sobre el cuerpo del animal. Luego se recuentan y se anotan los nuevos animales marcados. Los registros más remotos sobre esta costumbre de marcar el ganado parecen ser del antiguo Egipto, unos 2000 años antes de Cristo.
En algunos lugares, en lugar de utilizar el hierro candente, se los marca con un corte o perforación en una oreja, con forma y ubicación distintas, características de cada propietario. Se marca la oreja izquierda o la derecha según el sexo. De esta costumbre deriva el nombre de orejana (oreja sana) para la hacienda no marcada.
Y ya que se van inmovilizando las reses, se aprovecha para hacerles otras tareas, como la castración de los machos jóvenes que no se destinarán a la reproducción, la aplicación de vacunas, de desparasitantes, o de medicamentos y curaciones a los animales que los necesiten, etc.

## Etimología
La palabra hierra es empleada en Antillas, Argentina, Bolivia, Honduras, México, Nicaragua, Panamá, Paraguay y Venezuela para referirse tanto al acto de marcaje del ganado con hierros, a la época en que se realiza este acto y también aluda a las celebraciones con motivo de este acto. En Argentina, Bolivia y Uruguay se emplea el término yerra.

## Descripción
La yerra es siempre un gran acontecimiento en el campo de distintos países, es una ocasión festiva. Suele realizarse durante el otoño, cuando todavía no han llegado los fríos fuertes pero ya se han ido los calores del verano con sus moscas, que podrían embichar la quemadura de la marca o las heridas de la castración. El dueño de los animales, si su nivel económico lo permite, brindará un abundante asado (parrillada o barbacoa) para los invitados y para el personal, generalmente acompañado de suficiente vino, para cuando ha concluido el trabajo del día. En ese asado se incluye, como plato especial, las criadillas (los testículos) obtenidas de la reciente castración. Luego se organizarán partidos de taba, de truco, y hasta de bochas para los más viejos. En un aparte, los guitarreros, curados por el vino, entonan la música del país. A la noche se arma a veces un baile según la costumbre de la zona.
La duración de la yerra dependerá de la cantidad de animales: desde un día hasta una semana o más. En la región pampeana central de la Argentina se hace correr la voz desde unos días antes, porque siempre habrá invitados. El día elegido el personal se prepara desde temprano; los jinetes revisan cuidadosamente el apero de su caballo y ajustan adecuadamente la cincha.  El buen estado y funcionamiento del lazo ha sido verificado el día anterior. Algunos gauchos, aunque haga frío, elegirán no calentar el cuerpo con una copita de caña, como otros días, pues jinete, caballo y avíos se verán exigidos sobremanera y comprenden que necesitarán todas sus luces. Suelen participar las autoridades municipales, y algunas veces se instituyen premios a la habilidad de los jinetes. En zonas de profunda religiosidad el suceso es bendecido por el cura párroco, o por lo menos se rezan oraciones y se ofrenda la yerra a un santo, generalmente el patrono del lugar. La forma de pialar y de enlazar la res para tumbarla es propia de cada lugar, y hasta de cada establecimiento. 
Tradicionalmente la marca se pone sobre el anca izquierda, lugar bien visible desde lejos; pero hoy algunos ponen la marca en la mandíbula para no estropear el valor del cuero. La marca es exclusiva; generalmente se diseña a partir de las iniciales del dueño o de las del establecimiento, adornadas y estilizadas de manera que no haya confusión y que no admita una superposición de otra marca, para evitar el cuatrerismo. 
En algunos sitios la celebración tiene características muy propias y pintorescas. Por ejemplo, en sitios remotos de la provincia de Salta, en la Argentina, donde los propietarios no son grandes establecimientos sino familias radicadas en el lugar, y que por lo tanto sus animales no son abundantes, la hierra o la marcada suele asociarse a los festejos del carnaval y está impregnada de su colorido y sincretismo religioso. Allí, en cada res, suele emplearse doble marca: con hierro sobre el omóplato derecho, y la de la oreja.
En Ayacucho, provincia de Buenos Aires, Argentina, tiene lugar la Fiesta Nacional del Ternero y Día de la Yerra una de las festividades más importantes del país que rinde homenaje al trabajador de campo y la popular Yerra anual.